# HTV Award
HTV Award（其他名字：Giải thưởng truyền hình HTV）是2006年发起并自2007年开始举办的年度奖项，该奖项由胡志明市电视台发起和组织，旨在表彰属于胡志明市的艺术家。领域：电影、戏剧和音乐是今年HTV观众最喜欢的领域。每个类别将包括5名候选人，由观众决定哪些艺术家将在颁奖晚会上获得荣誉，颁奖晚会在HTV上通过撰写留言或在网站上在线投票的方式隆重而隆重地举行。
颁奖典礼通常在三月至五月举行。第 10 届颁奖典礼于2016年4月23日在 Phan Dinh Phung 体育馆举行。大约前 5 季，颁奖典礼在胡志明市电视剧院举行，从第6季开始，颁奖典礼在 Phan Dinh Phung 体育馆举行。